# Драгомиров, Александр Михайлович
Александр Михайлович Драгомиров (1878—1926) — полковник лейб-гвардии 4-го стрелкового полка, герой Первой мировой войны, участник Белого движения.

## Биография
Происходил из потомственных дворян Черниговской губернии. Родился 4 (16) июля 1878 года в семье военачальника и военного теоретика Михаила Ивановича Драгомирова. Братья Абрам и Владимир — генералы.
Окончил Владимирский Киевский кадетский корпус (1895) и Пажеский корпус (1897), откуда выпущен был подпоручиком в лейб-гвардии 4-й стрелковый Императорской фамилии батальон.
С 26 октября 1899 года находился в командировке в Абиссинию в распоряжении Министерства иностранных дел. Произведён в поручики 6 декабря 1901 года, в штабс-капитаны — 6 декабря 1905 года, в капитаны — 27 января 1910 года. По некоторым данным, окончил Николаевскую военную академию, однако год окончания неизвестен.
В Первую мировую войну вступил в рядах стрелков Императорской фамилии. Командовал ротой и батальоном. Произведён в полковники 30 июля 1915 года на вакансию. Пожалован Георгиевским оружием:
За то, что с 1 по 3 сентября 1915 года в бою на шоссе Мейшагола—Вильно, занимая важный боевой участок, находясь в боевой линии под ураганным артиллерийским, ружейным и пулеметным огнем, отбил несколько настойчивых повторных атак значительно превосходящих сил противника и не уступил своей позиции.
Был удостоен ордена Св. Георгия 4-й степени:
За то, что, командуя в бою 15 июля 1916 года 2-м батальоном названного полка и лично в первых рядах самоотверженно руководя его действиями под сильнейшим артиллерийским, ружейным и пулеметным огнем противника, прорвался у д. Трыстень чрез трудно-одолимые искусственные препятствия противника, чем содействовал успеху 1-го батальона полка; при продвижении были захвачены дополнительно действовавшие в районе д. Владимировка батареи неприятеля, а при дальнейшем наступлении, после упорного сопротивления врага, взял и удержал его позицию к востоку от Аполоний-Бабье, с занятием которой бой принял решительный оборот в нашу пользу.
26 марта 1917 года назначен командиром 188-го пехотного Карсского полка, 5 апреля того же года — командующим лейб-гвардии 4-м стрелковым полком, а 8 мая — в резерв чинов при штабе Киевского военного округа. 19 июня 1917 года назначен командиром 607-го пехотного Млыновского полка.
В Гражданскую войну участвовал в Белом движении в составе Вооруженных сил Юга России. С 12 октября 1919 назначен командиром Стрелкового гвардейского полка. Эвакуировался в декабре 1919 — марте 1920 года4 в мае 1920 года находился в Югославии.
В дальнейшем, в эмиграции в США. Умер 1 августа 1926 года в Нью-Йорке.

## Награды
- Орден Святого Станислава 3-й ст. (ВП 6.12.1906)
- Орден Святой Анны 3-й ст. (ВП 6.12.1909)
- Орден Святого Станислава 2-й ст. (ВП 6.12.1912)
- Орден Святой Анны 2-й ст. «за доведение строевых частей до отличного состояния, признанного таковым на 3-х инспекторских смотрах в течение 3-х лет сряду» (ВП 3.02.1914)
- Орден Святого Владимира 4-й ст. с мечами и бантом (ВП 22.11.1914)
- мечи и бант к ордену Св. Анны 3-й ст. (ВП 9.02.1915)
- мечи к ордену Св. Анны 2-й ст. (ВП 12.02.1915)
- Орден Святой Анны 4-й ст. с надписью «за храбрость» (ВП 23.02.1915)
- мечи к ордену Св. Станислава 2-й ст. (ВП 8.04.1915)
- мечи и бант к ордену св. Станислава 3-й ст. (ВП 30.04.1915)
- Орден Святого Владимира 3-й ст. с мечами (ВП 7.01.1917)
- Георгиевское оружие (ВП 10.02.1917)
- Орден Святого Георгия 4-й ст. (ПАФ 19.04.1917)